# Veselin Vuković
Veselin Vuković, född 19 december 1958 i Struga, är en serbisk handbollstränare och före detta jugoslavisk handbollsspelare. Han var mellan 2010 och 2013 förbundskapten för Serbiens herrlandslag i handboll.
Veselin Vuković vann med det jugoslaviska landslaget OS-guld i Los Angeles 1984.

## Lag
Som spelare
- RK Metaloplastika Šabac (–1987)
- Atlético de Madrid (1987–1991)
- FC Barcelona (1991–1993)

Som tränare
- RK Metaloplastika Šabac
- Serbien (2010–2013)